# Esquife
Um esquife é qualquer um de uma variedade de estilos essencialmente não relacionados de pequenos barcos. Tradicionalmente, são embarcações costeiras ou fluviais usadas para lazer, como embarcações utilitárias e para pesca, e têm uma tripulação de poucas pessoas.
A palavra "esquife" vem do francês antigo esquif, que por sua vez deriva do italiano antigo schifo, que é de origem germânica (schiff).

## Barcos tradicionais no Reino Unido

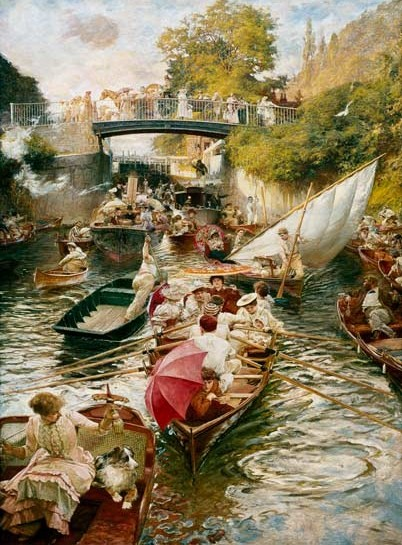
Boulter's Lock, Sunday Afternoon por Edward John Gregory mostra esquifes entre outras embarcações saindo da eclusa

O termo tem sido usado para vários estilos de embarcações em todo o Reino Unido, geralmente pequenas embarcações fluviais e marítimas. Eles variavam de barcos a remo de duas extremidades a pequenos barcos à vela. O poeta John Milton refere-se a um 'esquife noturno naufragado' em Paraíso Perdido já em 1670. Há referências a esquifes no rio Tâmisa (como resultado de acidentes) já em 1812 e 1824 em Oxford. Em agosto de 1815, o poeta Percy Bysshe Shelley foi levado em uma expedição de esquife de Old Windsor a Lechlade por Charles Clairmont e Thomas Love Peacock. Ele posteriormente se estabeleceu em Marlow, onde ele regularmente remava seu esquife pelas eclusas. Shelley mais tarde se afogou navegando em um bote na costa da Itália. Também foi usado na Dama do Lago por Walter Scott.
O esquife do Tâmisa foi formalizado como um projeto específico no início do século XIX. É um barco a remo construído com clínquer de fundo redondo que ainda é muito comum no rio Tâmisa e em outros rios da Inglaterra. Os esquifes de remo tornaram-se muito populares na Grã-Bretanha vitoriana e uma viagem de esquife pelo rio Tâmisa aparece em Três Homens em um Barco de Jerome K. Jerome, Esses esquifes podiam carregar uma vela e podiam ser usados para acampar. Embora o uso geral tenha diminuído, os esquifes ainda são usados para lazer e corrida. Durante o ano, são realizadas regatas de esquife em várias cidades ribeirinhas da Inglaterra, sendo o evento principal a Skiff Championships Regatta em Henley.
Semelhante ao esquife é o yoal ou yole, que é um barco construído em clínquer usado para pescar nas Ilhas Órcades e Shetland. O barco em si é uma versão do norueguês Oselvar, que é semelhante a um esquife na aparência, enquanto a palavra é cognata com "yawl". O francês yole é uma embarcação de lazer semelhante ao esquife de Tâmisa.
As regatas também acontecem em toda a Irlanda do Norte, com uma das maiores sendo realizada em Portadown, mas eventos menores ocorrem ao longo do ano em todo o condado de Down.

## Barcos tradicionais na América

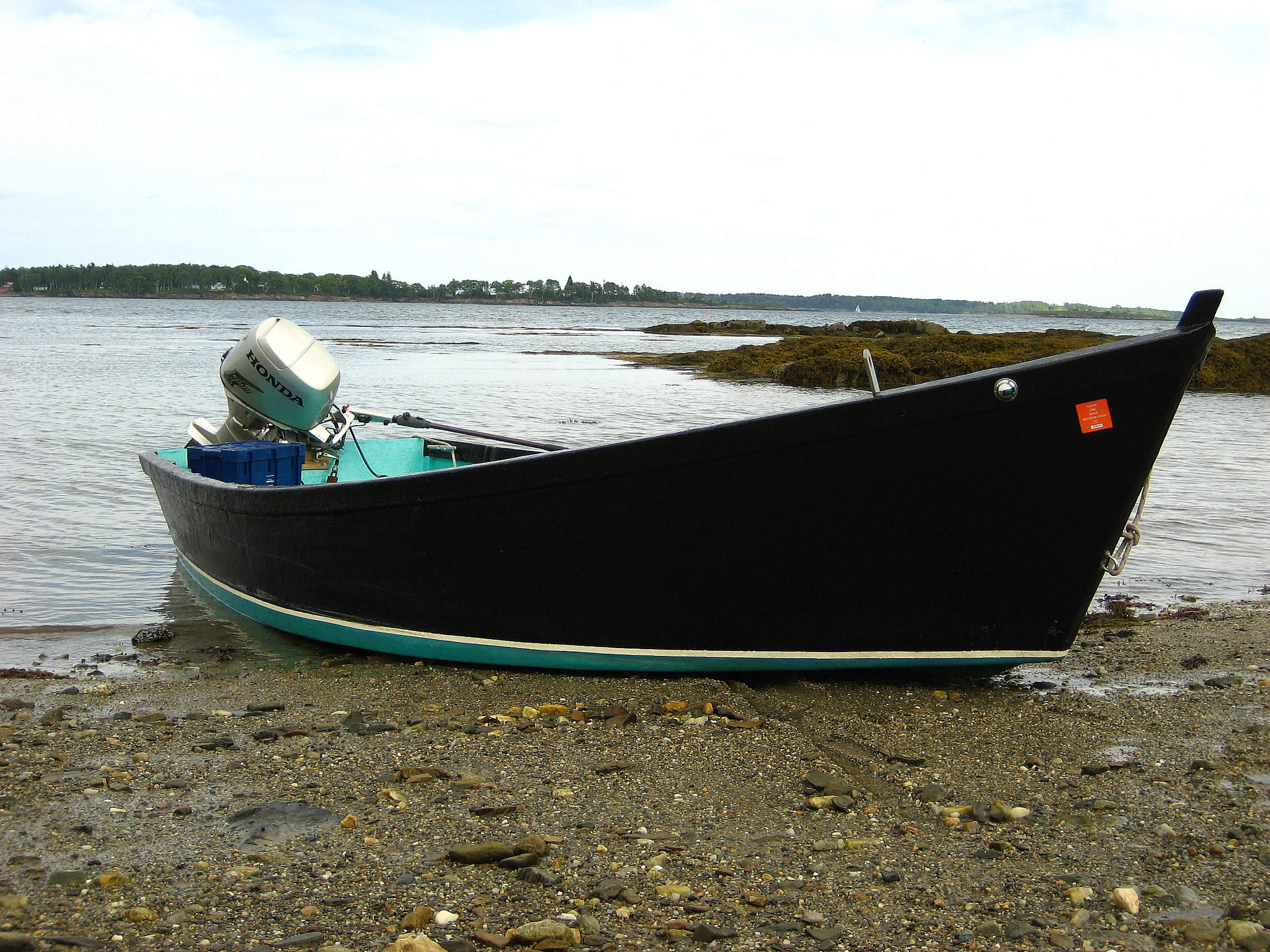
Esquife de fundo plano clássico no Maine

No uso americano, o termo é usado para se aplicar a pequenos barcos de pesca de alto mar. É referido historicamente na literatura em Moby Dick de Herman Melville e O Velho e o Mar de Ernest Hemingway. O esquife podia ser movido a velas e a remos.
Um uso de esquife é se referir a um barco aberto de fundo chato tipicamente pequeno com uma proa pontiaguda e uma popa plana originalmente desenvolvido como um barco barato e fácil de construir para uso por pescadores costeiros. Originalmente projetados para serem alimentados por remo, sua forma evoluiu para que sejam alimentados de forma eficiente por motores de popa. O design ainda está em uso comum hoje para trabalho e embarcações de recreio. Eles podem ser feitos de madeira ou outros materiais. Existe um estilo similar de artesanato na América Central e no México, geralmente chamado de panga.

## Pirataria e contrabando

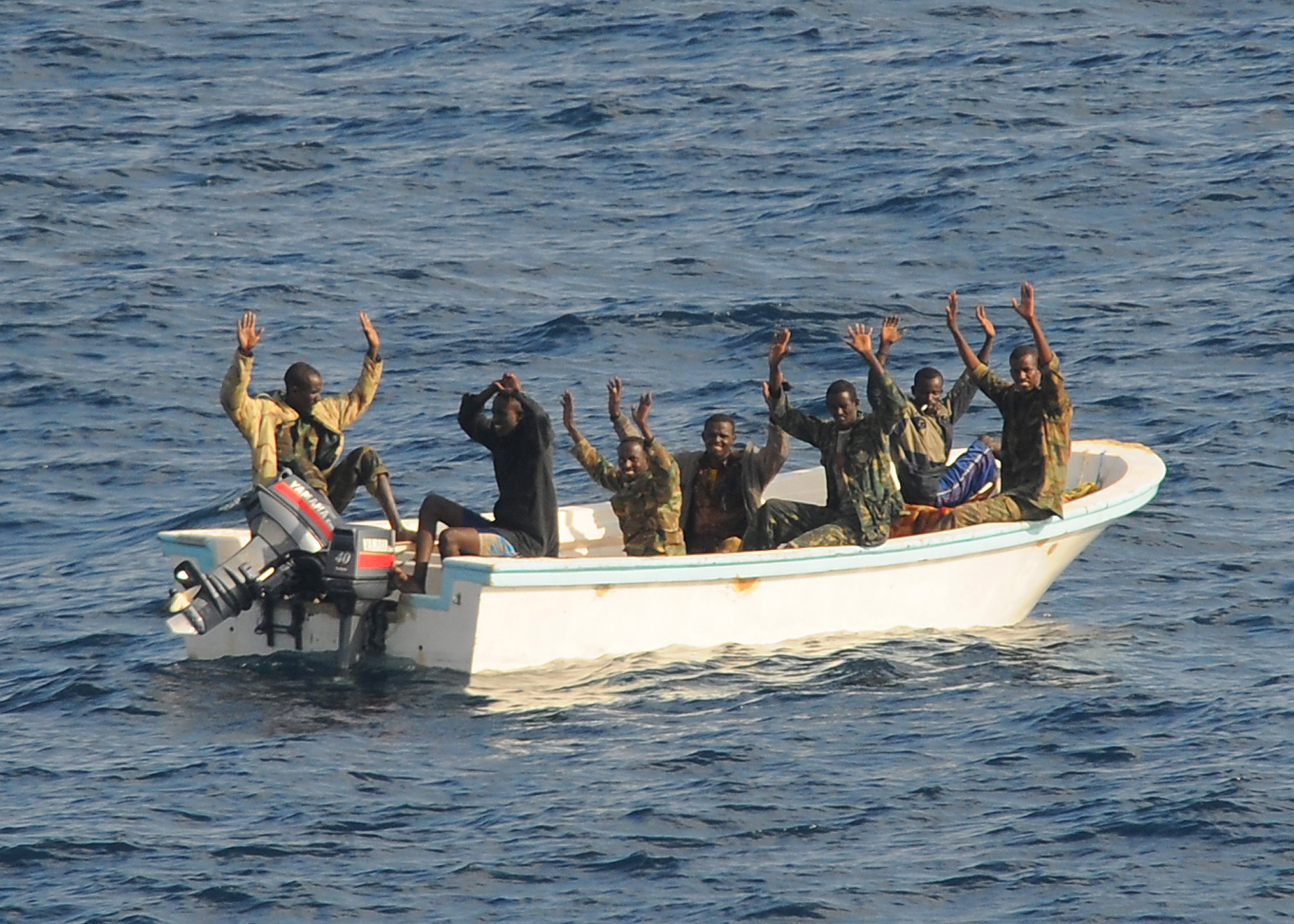
Piratas somalis capturados com seu esquife

O termo esquife tem sido aplicado a barcos motorizados de pequeno porte e construção usados como embarcações marítimas para pirataria ou contrabando de drogas.